# 1866 سيزيفوس
1866 سيزيفوس 1866 Sisyphus . هو كويكب ثنائي  وأكبر عضو في مجموعة كويكبات أبولو بقطر يقدر بحوالي 7 كيلومتر وهو كذلك جرم قريب من الأرض . تعيينة المؤقت 1972 XA.
اكتشاف 1866 سيزيفوس في 5 ديسمبر 1972، من قبل الفلكي السويسري بول وايلد في مرصد زيمروالد بالقرب من برن، سويسرا، وسمي نسبة لسيزيف من الأساطير اليونانية.

## خصائص
1866 سيزيفوس كويكب صخري من النوع الشائع S (يتكون من السيليكات الصخرية) يدور حول الشمس في فجوة كيركوود على مسافة 0.9-2.9 وحدة فلكية مرة واحدة كل سنتين وسبعة أشهر (952 يوما) في مدار ينحرف 0.54 ويميل من 41 درجة بالنسبة لمسار الشمس .
في عام 1985، رصد 1866 سيزيفوس باستخدام رادار مرصد أرسيبو على مسافة 0.25 وحدة فلكية وكان المقطع العرضي للرادار المقاس يبلغ 8 كيلومترات مربعة. خلال رصد الرادار، تم رصد قمر كوكب صغير حول سيزيفوس، على الرغم من أن وجودة لم يبلغ عنة حتى ديسمبر 2007.
وبقطرة المتوسط المقاس في حدود 5،7-8،9 كيلومترات، يعتبر 1866 سيزيفوس أكبر الكويكبات العابر لمدار الأرض، ويقارب حجمة حجم الجرم تشيككسولوب الذي ساهم في انقراض الديناصورات.

## وصلة خارجية
- 1866 سيزيفوس في قاعدة بيانات مختبر الدفع النفاث لأجرام النظام الشمسي الصغيرة

- الاكتشاف · مخطط المدار ·  العناصر المدارية · المعلمات المادية